# Терзан, Акоп
Акоп Терзан (фр. Agop Terzan, 31 октября 1927, Стамбул — 4 апреля 2020, Сен-Жени-Лаваль) — турецко-французский астроном армянского происхождения, доктор математических наук, профессор, открыл 710 переменных звезд в течение 1960-х годов и 11 шаровых скоплений, в том числе Терзан 5 и Терзан 7. Впоследствии он открыл 4430 новых переменных звезд, обнаружил 158 диффузных туманностей, 124 галактики и 1428 звезд с высоким собственным движением, 26 планетарных туманностей.
Являлся членом Международного астрономического союза (1967 г.), Европейского астрономического общества и Национального астрономического комитета Франции, а также главой Лионского астрономического общества (1968—1978).

## Биография
Родился 31 октября 1927 года в Стамбуле. Он окончил Константинопольский университет (получил степень бакалавра математики в 1945 году и магистра астрономии в 1949 году) и работал учителем математики в Центральном лицее Стамбула. В 1956 году он переехал во Францию. В 1957—1959 годах Терзан работал учителем математики в техническом лицее, в 1959—1965 годах ассистентом астронома, позже научным сотрудником. В 1967—1998 годах работал в Лионской обсерватории, в 1982—1983 годах был заместителем директора этой обсерватории. В 1965 г. Лионский университет присвоил ему степень доктора математических наук; в 1980 году ему было присвоено звание профессора.
Работы Терзана в основном относятся к переменным звездам, звездным скоплениям и проблемам физики звезд. С 1963 г. он проводил наблюдения на ряде крупнейших телескопов мира. Он открыл 710 переменных звезд в непосредственной близости от 14 шаровых скоплений, 11 новых шаровых скоплений (названных Терзан 1 и т. д. до Терзан 11), 158 диффузных туманностей, 124 галактики (из которых 25 % оказались активными галактиками типа Sy2), 4430 красных переменных звезд в направлении на центр Галактики (в том числе 458 отождествленных позже с инфракрасными источниками IRAS), 1428 звезд с высоким собственным движением (µ > 0''.1 в год), 26 планетарных туманностей, 122 диффузных галактики в направлении к центру нашей Галактики. Позже выяснилось, что те галактики, которые открыл Терзан, образовали скопление галактик созвездия Змееносца, а также сверхскопление Стрельца-Змееносца открытое, по сути, благодаря Терзану. На основе наблюдений, сделанных недавно европейскими астрономами, было выяснено, что скопление Терзан 5 было одним из основных образований центра нашей галактики (на его основе образовалась галактика). По сути, это протогалактика, образовавшая ее центральную часть (балдж), соединяющуюся с Млечным Путем.
В результате вышеупомянутых работ, Терзан опубликовал более 100 научных статей в наиболее важных астрономических журналах. Он также внес серьезный вклад в разработку астрономических приборов (приборов и фотометров для сравнения затмений).

## Признание
- Премия Анри Рея Французского астрономического общества (1977 год);
- Премиями Министерства образования Франции (1979 год);
- Лауреат премии Corona Prize Французской академии наук (1988 год)[6];
- Медаль Анании Ширакаци (24 мая 2013 года, Армения) — по случаю Дня Республики[14][15];
- Кавалер ордена «За заслуги» (2014 год).